# Inno europeo
L'inno europeo è l'inno ufficiale dell'Unione europea e del Consiglio d'Europa, adottato nel 1972.
È costituito da un brano del movimento finale della Nona sinfonia composta nel 1824 da Ludwig van Beethoven, chiamato anche Inno alla Gioia. Beethoven aveva musicato l'Inno alla gioia composto nel 1785 da Friedrich von Schiller. Il poema esprime la visione idealistica di Schiller sullo sviluppo di un legame di fratellanza fra gli uomini, visione condivisa da Beethoven.
L’inno è privo di testo ed è costituito solo dalla musica. Nel linguaggio universale della musica, questo inno esprime gli ideali di libertà, pace e solidarietà perseguiti dall'Europa.

## Storia dell'inno europeo
L'inno fu adottato nel 1972 dal Consiglio d'Europa (lo stesso organismo che concepì la bandiera europea), in quanto "senza parole, con il linguaggio universale della musica, questo inno esprime gli ideali di libertà, pace, fraternità e solidarietà perseguiti dall'Europa". Essi non gradivano più di tre grandi direttori d'orchestra del Novecento: per piano solo, per fiati (banda), e per orchestra sinfonica. Questa vicenda nasconde una storia ambigua; in origine, nell'anno 1971, venne bandito un concorso per l'inno europeo. Ad un certo punto nella vicenda si inserì Karajan, proponendo la musica di Beethoven, il che sottintendeva che con la sua Filarmonica di Berlino si sarebbero potute realizzare incisioni discografiche. Il Consiglio d'Europa, venuto a conoscenza della proposta, considerando anche l'oggettiva difficoltà di giudicare più di 2.000 partiture e visti i nomi celebri di Beethoven, Karajan e dell'Orchestra berlinese, annullò il concorso ed aderì alla proposta.